# Gangrän

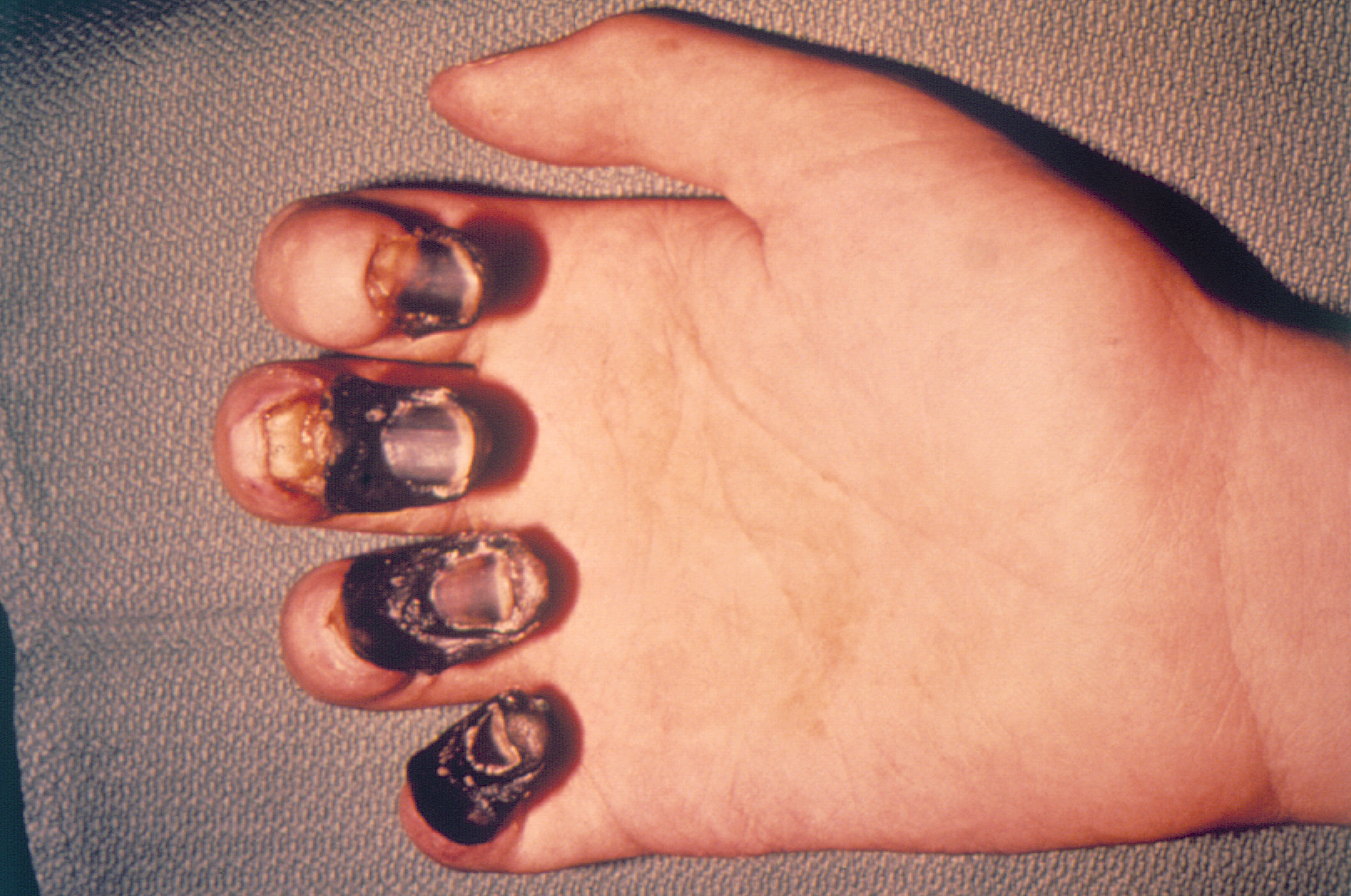
Gangrän der Pest

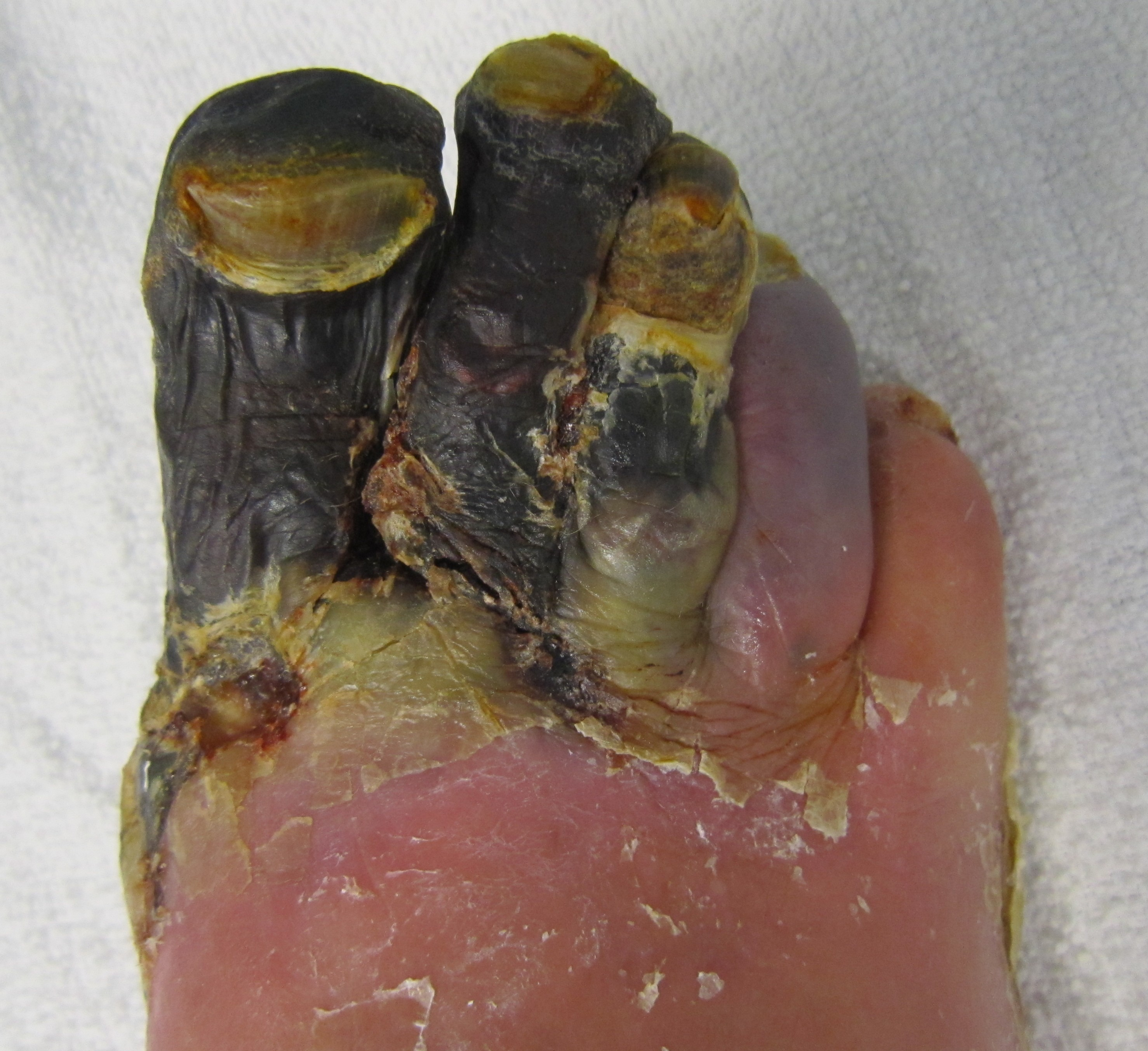
Trockene Gangrän am Fuß

Als eine Gangrän (Plural Gangränen; auch das Gangrän, Plural Gangräne; von griechisch γάγγραινα gángraina, wörtlich „das Wegfressende“) bezeichnet man eine Gewebsnekrose, meist infolge von Blutunterversorgung, bei der das betroffene Gewebe durch Verwesung und Autolyse (Selbstverdauung) zerfällt und sich als Folge von Hämoglobin-Abbau verfärbt. Früher sprach man auch von einem trockenen Brand oder feuchten Brand bzw. Wundbrand. Der Begriff Gasbrand ist für eine infizierte Gangrän mit gasbildenden Clostridien auch heute noch gebräuchlich. Die Gangrän beschreibende Adjektive sind brandig und gangränös.

## Morphologie
Man unterscheidet a) trockene (Necrosis sicca), b) feuchte Gangrän und c) Gasbrand. Die erste zeigt infolge von Wasserverlust eine Schrumpfung und lederartige Eintrocknung (Mumifizierung), während die zweite durch Bakterienbefall charakterisiert ist und flüssige und feine Konsistenz aufweist. Bei Gasgangrän wiederum bilden die in dem toten oder absterbenden Gewebe befindlichen Bakterien Blasen unter der Haut, was dazu führt, dass sich das Gewebe rasch ablöst.
Da bei Gangrän meistens Bakterien vorhanden sind, trägt die daraus entstandene Infektion oft dazu bei, dass sich das Absterben der Zellen schnell – binnen Stunden oder weniger Tage – ausbreitet. Gelangen die Bakterien in den Blutstrom, wird der Zustand kritisch (septische Blutvergiftung), und wenn nicht sofort mit geeigneten Antibiotika behandelt wird, tritt häufig der Tod ein.

## Vorkommen
Die Gangrän tritt vor allem an den Extremitäten auf, beispielsweise infolge einer peripheren arteriellen Verschlusskrankheit oder diabetischen Mikroangiopathie. Öfter als die Hände sind dabei die Füße betroffen, in diesem Fall spricht man auch von einem Fußbrand. Bei Lungenabszessen und infolge von Aspirationspneumonien kann es zur Lungengangrän (Gangraena pulmonis) kommen. Infolge eines Mesenterialinfarkts  oder eines Ileus (Darmverschluss) kann es zum Absterben des betroffenen Darmabschnittes, der Dünn- oder Dickdarmgangrän, kommen. In der Zahnmedizin bezeichnet man als Gangrän eine infektionsbedingte Nekrose der Pulpa, also des nervenversorgten Teils eines Zahnes.
Ältere pathologische Differenzierungen sind
- Gangraena arteriosclerotica – durch Arteriosklerose verursachte Gangrän (vergleiche arterielle Verschlusskrankheit)
- Gangraena senilis – sogenannter Altersbrand oder Greisenbrand, ebenfalls aufgrund arteriosklerotischer Veränderungen
- Gangraena emphysematosa – Gasbrand bzw. Rauschbrand mit Ödemen durch Clostridien, meist der Muskulatur, vorwiegend als Folge von Zerreißungen
- Gangraena congelationis – Gangrän bei Erfrierungen (als dritter Schweregrad)
- Gangraena acuta genitalium – gangränöse Entzündung von Geschlechtsteilen
- Gangraena nosocomialis – sogenannter Hospitalbrand

## Therapie
Resektion wenn möglich; Madentherapie; antiseptische Maßnahmen; Ruhigstellung der betroffenen Extremität; final auch Nekrektomie (Entfernung des toten Gewebes); Amputation; Ernährungsumstellung bei Gangrän infolge peripherer arterieller Verschlusskrankheit.

## Komplikationen
- Phlegmone
- Lymphangitis